# Kanton Villejuif-Ouest
Der Kanton Villejuif-Ouest war von 1985 bis 2015 ein französischer Wahlkreis im Arrondissement L’Haÿ-les-Roses, im Département Val-de-Marne und in der Region Île-de-France. Er bestand aus einem Teil der Stadt Villejuif.

## Bevölkerungsentwicklung
| 1990   | 1999   | 2010   |
| ------ | ------ | ------ |
| 25.861 | 26.542 | 31.435 |